# Muchóweczki
Muchóweczki (Microecinae) – wyodrębniona w 2011 roku podrodzina ptaków z rodziny skalinkowatych (Petroicidae). 

## Występowanie
Podrodzina obejmuje gatunki występujące w Australii, na Nowej Kaledonii, Archipelagu Bismarcka, Wyspach Tanimbar i Aru oraz na Nowej Gwinei i sąsiednich wyspach.

## Systematyka
Do podrodziny należą następujące rodzaje:
- Kempiella Mathews, 1913
- Devioeca Mathews, 1925 – jedynym przedstawicielem jest Devioeca papuana (A.B. Meyer, 1875) – muchóweczka kanarkowa
- Cryptomicroeca Christidis, Irestedt, Rowe, Boles & J.A. Norman, 2012 – jedynym przedstawicielem jest Cryptomicroeca flaviventris (Sharpe, 1903) – muchóweczka nowokaledońska
- Monachella Salvadori, 1874 – jedynym przedstawicielem jest Monachella muelleriana (Schlegel, 1871) – muchóweczka dwubarwna
- Microeca Gould, 1841